# Gabrielle Delacour
Gabrielle Delacour imaginaran je lik iz romana o Harryju Potteru spisateljice J. K. Rowling.
Vjerojatno će postati učenica francuske škole čarobnjaštva Beauxbatons i mlađa je sestra tromagijske prvakinje Fleur Delacour. Harry u Harryju Potteru i Plamenom peharu pretpostavlja da Gabrielle nema više od osam godina, što znači da je rođena od oko 1986.
Kao i njezina sestra Fleur, Gabrielle jednim dijelom nije čovjek, njihova baka je bila Veela. 
Tijekom Tromagijskog turnira, na kojem je Fleur sudjelovala kao prvakinja Beauxbatonsa, Gabrielle je zajedno s Cho Chang, Hermionom Granger i Ronom Weasleyjem izabrana za taoca kojeg prvak mora spasiti. Fleur nije uspjela spasiti svoju sestru zato što su je spriječile gruvalice pa se morala vratiti, ali na sreću uspio ju je spasiti Harry Potter. Fleur je od tada potpuno promijenila mišljenje o Harryju, a taj je događaj utjecao i na Gabrielle. Ona je do šeste knjige razvila dublje simpatije prema Harryju, baš kao i Ginny Weasley kad je tek upoznala Harryja. U posljednjoj će knjizi biti djeveruša na Fleurinom vjenčanju.